# Chris Coghlan (homme politique)
Christopher Austin Francis Coghlan est un homme politique libéral démocrate britannique qui est député de Dorking et Horley depuis 2024. Il a précédemment cofondé le Renew Party en 2018.

## Biographie

### Jeunesse et éducation
Coghlan grandit à Peaslake, un village près de Guildford, dans le Surrey. Il est diplômé du King's College de Londres en 2001, puis obtient une maîtrise en finance à la London Business School en 2012 et une maîtrise en administration publique à la Harvard Kennedy School en 2014.
Ancien officier de la réserve de l'armée, Coughlan est appelé à servir en Irak en tant que conseiller militaire en 2020. Il est un responsable de la lutte antiterroriste au ministère des Affaires étrangères et du Commonwealth, mais démissionne parce qu'il était « démoralisé par l'échec de nos hommes politiques à offrir des opportunités au gouvernement, à combattre Corbyn et à un Brexit dur ».

### Carrière politique
Coghlan se présente comme candidat indépendant anti-Brexit à Battersea lors des élections générales de 2017. En 2018, il cofonde le Renew Party, un petit parti politique centriste qui prône « un deuxième référendum et une révolution technologique pour ne laisser personne de côté ». Il quitte le parti plus tard cette année-là après des désaccords avec d'autres membres seniors.
Coghlan est élu au conseil de district de Mole Valley pour le quartier de Dorking North lors des élections municipales de 2021 en tant que libéral-démocrate.
Lors des élections générales de 2024, Coghlan est élu député libéral-démocrate pour le nouveau siège de Dorking et Horley avec 41,9 % des voix et une majorité de 5 391 voix.